# Vaidas Slavickas
Vaidas Slavickas (Marijampolė, 26 febbraio 1986) è un allenatore di calcio ed ex calciatore lituano, di ruolo centrocampista, tecnico in seconda del Sūduva.

## Carriera

### Club
Esordisce nella massima serie lituana, con la maglia del FK Sūduva, nel 2005, con la quale conquista per due volte la Coppa di Lituania e per una la Supercoppa di Lituania.
Esordisce nelle competizione europee nella vecchia Coppa UEFA 2007-2008 e nel 2012, grazie al piazzamento al secondo posto in campionato della sua squadra, esordisce in Europa League (edizione 2012/2013), con quattro presenze.
Nel gennaio del 2013 viene acquistato dal FK Ekranas

### Nazionale
Viene convocato nella nazionale maggiore nel Gruppo 7 valido per le qualificazioni del Campionato mondiale di calcio 2010 senza scendere però in capo, l'esordio arriva in un'amichevole il 22 novembre 2008.
Viene nuovamente convocato nella prima partita delle qualificazioni al campionato mondiale 2014.

## Palmarès

### Club

#### Competizioni nazionali
- Coppa di Lituania: 3

Sūduva: 2006, 2008-2009, 2019
- Supercoppa di Lituania: 4

Sūduva: 2009, 2018, 2019, 2022
- Campionato lituano: 3

Sūduva: 2017, 2018, 2019